# Heteronychia lednicensis
Heteronychia lednicensis är en tvåvingeart som beskrevs av Povolny 1984. Heteronychia lednicensis ingår i släktet Heteronychia och familjen köttflugor. Inga underarter finns listade i Catalogue of Life.